# Lotta Harala
Lotta Harala (* 26. März 1992 in Tampere) ist eine finnische Hürdenläuferin, die sich auf den 100-Meter-Hürdenlauf spezialisiert hat und aktuell Inhaberin des Landesrekordes ist.

## Sportliche Laufbahn
Erste internationale Erfahrungen sammelte Lotta Harala im Jahr 2009, als sie bei den Jugendweltmeisterschaften in Brixen in 13,41 s den vierten Platz über 100 Meter Hürden belegte und im Weitsprung mit 5,77 m den Finaleinzug verpasste. Anschließend gewann er beim Europäischen Olympischen Jugendfestival (EYOF) in Tampere mit 6,14 m die Bronzemedaille im Weitsprung und wurde mit der finnischen 4-mal-100-Meter-Staffel im Vorlauf disqualifiziert. Im Jahr darauf schied sie bei den Juniorenweltmeisterschaften in Moncton mit 13,92 s in der ersten Runde über 100 Meter Hürden aus und 2011 schied sie bei den Junioreneuropameisterschaften in Tallinn mit 14,55 s ebenfalls im Vorlauf aus. 2023 schied sie bei den Halleneuropameisterschaften in Göteborg mit 8,23 s in der ersten Runde über 60 m Hürden aus und im Juli belegte sie bei den U23-Europameisterschaften in Tampere in 13,76 s den achten Platz. 2017 schied sie bei den Halleneuropameisterschaften in Belgrad mit 8,30 s im Halbfinale über 60 Meter Hürden aus, wie auch bei den Sommer-Universiade in Taipeh mit 13,71 s. 2023 schied sie bei den Halleneuropameisterschaften in Istanbul mit 8,17 s in der ersten Runde über 60 Meter Hürden aus und auch bei den Weltmeisterschaften in Budapest mit 13,11 s im Vorlauf über 100 Meter Hürden aus. Im Jahr darauf schied er bei den Europameisterschaften in Rom mit 12,98 s im Halbfinale aus. Im Juli verbesserte sie den finnischen Landesrekord in La Chaux-de-Fonds auf 12,65 s und im August schied sie bei den Olympischen Sommerspielen in Paris mit 13,05 s im Halbfinale aus.
2025 erreichte sie bei den Halleneuropameisterschaften in Apeldoorn das Finale über 60 m Hürden, kam dort aber nicht ins Ziel. Kurz darauf schied sie bei den Hallenweltmeisterschaften in Nanjing mit 8,10 s im Halbfinale aus.
2017 wurde Harala finnische Meisterin im 100-Meter-Lauf sowie 2025 Hallenmeisterin über 60 m Hürden. Zudem wurde sie in den Jahren 2011 und 2013 Hallenmeisterin in der 4-mal-200-Meter-Staffel.

## Persönliche Bestleistungen
- 100 m Hürden: 12,65 s (+1,5 m/s), 14. Juli 2024 in La Chaux-de-Fonds (finnischer Rekord)
  - 60 m Hürden (Halle): 7,97 s, 7. März 2025 in Apeldoorn